# 水下印象
《水下印象》（德語：Impressionen unter Wasser）由德國導演萊尼·里芬斯塔爾执导，是一部有关海洋中两千多种深水生物的紀錄片，于2002年发行。这是继她1954年電影《低地》后，她最后一部電影。在她100岁诞辰前几天，阔别《低地》首映48年后，里芬斯塔爾在柏林首映式介绍这部45分钟纪录片。